# Албания (село)
Албания — село в Тляратинском районе Дагестана. Входит в состав сельского поселения сельсовет Хиндахский.

## География
Расположено в 20 км к югу от районного центра — села Тлярата, на левом берегу реки Аварское Койсу, в устье реки Чарах.

## История
Официально образовано в июне 2018 г. постановлением НС РД в составе Хиндахского сельсовета.
Отселок села Хиндах — хутор Тонох-Кули, который преобразован в село Албания, впервые упоминается в «Список населённых мест с указанием численности населения по переписи 1939 года по Дагестанской АССР». Под названием Албания упоминается в книге «Водные маршруты СССР. Азиатская часть» за 1976 г., по нему же, видимо, были названы «Албанские пороги» на реке Аварское Койсу в 2,5 км ниже села.

## Население
| 1939 | 1970 | 2021 |
| ---- | ---- | ---- |
| 7    | ↗45  | ↗102 |